# Krčevine (Republika Serbska)
Krčevine (cyr. Крчевине) – wieś w Bośni i Hercegowinie, w Republice Serbskiej, w gminie Šipovo. W 2013 roku liczyła 25 mieszkańców.